# De Wonderfluit
De Wonderfluit, op 1 september 2019 gefuseerd tot Melopee, is een voormalige Vlaamse basisschool, die zichzelf een "muzische leerThuis" noemde. Een leerThuis is een alternatieve naam voor een school met een eigen pedagogisch project. "De Wonderfluit" ontwikkelde een eigen pedagogisch project waarbij de muzische vorming een centrale rol inneemt. De Wonderfluit werd gesticht in 2009. De stichters (Hans Schmidt, Florian Heyerick, Guido Debruyker en Hans Ryckelynck) waren ervan overtuigd dat muzische vorming essentieel is voor de totale persoonlijkheidsontwikkeling van kinderen en onmisbaar in hun leerproces.
Melopee is onderdeel van een onderwijsproject dat verwezenlijkt werd dankzij steun van OVSG en de stad Gent. Het project voorziet negen lestijden muzische vorming, waarvan vijf lestijden muziek binnen het curriculum van een basisschool.
Muzikale vaardigheden zouden een gunstig effect hebben op vaardigheden binnen andere leerdomeinen: muziek zou concentratie, samenhorigheidsgevoel, gestructureerd denken, verdiepend denken, verinnerlijking, reactievermogen, observatievermogen en vooral luistervaardigheid bevorderen.
Het volledige pedagogische project werd uitgeschreven door Hans Schmidt en Bart Devaere.
De muzische leerThuis nam vanaf 1 september 2019 intrek in een nieuw gebouw. De Wonderfluit smolt samen met De Toverstaf en ze gingen samen als muzische leerThuis Melopee verder. Het PP van de Wonderfluit bleef de basis van deze muzische leerThuis.